# Mike Oldfield
Mike Oldfield (født 15. maj 1953 i Reading, Berkshire, Storbritannien) er en engelsk komponist, guitarist og multi-instrumentalist. Hans stilart blander rock, folk, verdensmusik, klassisk musik, electronica, new age og i nyere tid også dance. Hans musik er ofte kompleks i dens natur.
Sammen med søsteren Sally dannede han i 1968 duoen Sallyangie, som udgav et enkelt album. Han har spillet sammen med flere grupper og fungeret som studiemusiker.
Han er bedst kendt for det minimalistiske debut-hitalbum Tubular Bells fra 1973. Musikken blev senere brugt i og kendt via filmen Exorcisten. Størstedelen af Oldfields produktion er instrumentalmusik. Men især i perioden 1982-1984 havde han flere store hits med bl.a. sange som "Family man" (1982), "Moonlight Shadow" (1983) og "To France" (1984). Sange, hvor han havde sangeren Maggie Reilly med som forsanger, hvorved hun fik sit store gennembrud. Oldfield er inspireret af bl.a. Hank Marvin fra The Shadows.

## Diskografi
Studialbums
- Tubular Bells (1973)
- Hergest Ridge (1974)
- Ommadawn (1975)
- Incantations (1978)
- Platinum (1979)
- QE2 (1980)
- Five Miles Out (1982)
- Crises (1983)
- Discovery (1984)
- The Killing Fields (1984)
- Islands (1987)
- Earth Moving (1989)
- Amarok (1990)
- Heaven's Open (1991)
- Tubular Bells II (1992)
- The Songs of Distant Earth (1994)
- Voyager (1996)
- Tubular Bells III (1998)
- Guitars (1999)
- The Millennium Bell (1999)
- Tr3s Lunas (2002)
- Tubular Bells 2003 (2003)
- Light + Shade (2005)
- Music of the Spheres (2008)
- Man on the Rocks (2014)
- Return to Ommadawn (2017)

## Turnéer
- Tour of Europe 1979 (marts-maj 1979)
- In Concert 1980 (April–December 1980)
- European Adventure Tour '81 (Marts–August 1981)
- Five Miles Out World Tour 1982 (April–December 1982)
- Crises Tour 1983 (Maj–Juli 1983)
- Discovery Tour 1984 (August–November 1984)
- Tubular Bells II 20th Anniversary Tour (Marts–October 1993)
- Live Then & Now '99 (Juni–Juli 1999)
- Nokia Night of the Proms (December 2006)
- Night of the Proms Spain (Marts 2007)

## Score
- Oldfield, Mike (1972). Mike Oldfield's single (Theme from "Tubular Bells"). Virgin Music (Publishing) ltd. 1-49806-F.
- Oldfield, Mike (1984). Tubular Bells. Wise Publications. ISBN 978-0-86001-249-8. .Copyright 1973. Text written by Karl Dallas. Analysis by David Bedford. The text of this book originally appeared in "Let It Rock" magazine, December 1974, under the title of "Balm for the Walking Dead".[1]
- Oldfield, Mike (1975). On Horseback. Virgin Music (Publishers) ltd. 1-49898-G.
- Oldfield, Mike (1976). In Dulci Jubilo. Music by J.S.Bach, Arranged by Mike Oldfield. Virgin Music (Publishers) ltd. 1-49008-G.
- Oldfield, Mike (1976). Portsmouth. Traditional, Arranged by Mike Oldfield. Virgin Music (Publishers) ltd. 1-0-50021-F.
- Oldfield, Mike (1979). Guilty. West Central Printing Co. ltd. / Virgin Music (Publishers) ltd. VR 80107.
- Ashworth-Hope, H. (1980). Blue Peter Theme (Barnacle Bill), As recorded by Mike Oldfield on Virgin Records and used on the BBC Television Series Blue Peter. EMI Music Publishing ltd. OCLC 810506300.
- Oldfield, Mike (1984). 10 years: 1973–1983. Virgin Music (Publishers) ltd. OCLC 256751247. VR 80594.
- Oldfield, Mike (1987). Mike Oldfield Hot Songs. IMP International Music Publications ltd. ISBN 1-85909-027-3.
- Oldfield, Mike (1988). IMP Presents Mike Oldfield: 8 Hits including Tubular bells. IMP International Music Publications ltd. ISBN 978-0-86359-464-9.
- Oldfield, Mike (1992). Tubular Bells II. IMP International Music Publications ltd. ISBN 978-0-86359-949-1.
- Oldfield, Mike (1993). Tubular Bells II Concert Score. IMP International Music Publications ltd. ISBN 1-85909-004-4.
- Oldfield, Mike (1994). Elements. The best of Mike Oldfield. Piano/Vocal/Guitar. IMP International Music Publications ltd. ISBN 1-85909-157-1.
- Oldfield, Mike (1999). Tubular Bells III. Piano/Vocal/Guitar. IMP International Music Publications ltd. ISBN 1-85909-617-4.